# Ottaviano Riario
 (septembre 2012).
Si vous disposez d'ouvrages ou d'articles de référence ou si vous connaissez des sites web de qualité traitant du thème abordé ici, merci de compléter l'article en donnant les références utiles à sa vérifiabilité et en les liant à la section « Notes et références ».
Ottaviano Riario (1479-1523) est un condottiere italien, second fils de Catherine Sforza et de Girolamo Riario, seigneur d'Imola et de Forlì.

## Biographie
Ottaviano Riario est le fils de Girolamo Riario, neveu du pape Sixte IV, qui avait obtenu des possessions en Italie grâce au mécénat du pape et de Caterina Sforza. Il a été fait seigneur d'Imola et Forlì en juillet 1488 sous la régence de sa mère par le pape Innocent VIII.
À 19 ans, Ottaviano entre au service de la République florentine. Il engage cent mercenaires, tous de Forlì mais cesse d'honorer son contrat un an plus tard.
En 1506, il se fait prêtre et est nommé évêque de Viterbeet Volterra.
Plusieurs documents le décrivent comme obèse et paresseux[réf. nécessaire].

## Source
- (it)« Ottaviano Riario », sur Condottieridiventura.it